# دی‌الکتریک با کاپای زیاد
اصطلاح دی‌الکتریک با کاپای زیاد یا دی‌الکتریک با κ زیاد به ماده‌ای با ثابت دی الکتریک بالا (κ، کاپا)، در مقایسه با سیلیسیم دی‌اکسید گفته می‌شود. دی‌الکتریک‌هایی با کاپای زیاد در فرایندهای تولید نیم‌رسانا مورد استفاده قرار می‌گیرند که معمولاً برای جایگزینی دی‌الکتریک گیت با سیلیسیم دی‌اکسید یا لایه دی‌الکتریک دیگر قطعات استفاده می‌شود. پیاده‌سازی دی‌الکتریک‌های گیت با کاپای زیاد یکی از چندین استراتژی توسعه یافته برای اجازه کوچک‌سازی بیشتر اجزای میکروالکترونیک است که به‌طور عامیانه به عنوان تمدید قانون مور شناخته می‌شود. گاهی اوقات، این مواد را به جای «کاپای-زیاد» (کاپا بالا) «کی-زیاد» (گفته شود کی زیاد) می‌نامند.

## نیاز به مواد با کاپای زیاد
سیلیسیم دی‌اکسید (SiO2) برای دهه‌ها به عنوان ماده اکسید گیت مورد استفاده قرار گرفته‌است. با کاهش اندازه ترانزیستورهای اثر میدانی فلز-اکسید-نیم‌رسانا (ماسفت)، ضخامت دی الکتریک گیت دی‌اکسید سیلیکون به‌طور پیوسته کاهش می‌یابد تا خازن گیت (در واحد سطح) و در نتیجه جریان راه‌اندازی (در عرض قطعه) افزایش یابد تا عملکرد قطعه افزایش یابد. درصورتی که ضخامت به زیر ۲ نانومتر برسد، جریان نشتی ناشی از تونل‌زنی به شدت افزایش می‌یابد، که منجر به مصرف زیاد توان و کاهش قابلیت اطمینان قطعه می‌شود. جایگزینی دی‌اکسید سیلیکون دی‌الکتریک گیت با ماده‌ای با مقدار کاپای زیاد باعث افزایش خازن گیت بدون اثرات نشتی مرتبط می‌شود.

### اصول اول
اکسید گیت در ماسفت می‌تواند به عنوان یک خازن صفحه موازی مدل شود. با نادیده گرفتن اثرات مکانیکی و تخلیه کوانتومی از زیرلایه و گیت سیلیسیم، ظرفیت C این خازن صفحه موازی بدست می‌آید توسط
{\displaystyle C={\frac {\kappa \varepsilon _{0}A}{t}}}
که
- A مساحت خازن است

ساختار دی‌الکتریک گیت دی‌اکسید سیلیکون مرسوم در مقایسه با یک ساختار دی‌الکتریک با کاپای زیاد که در آن κ = ۱۶

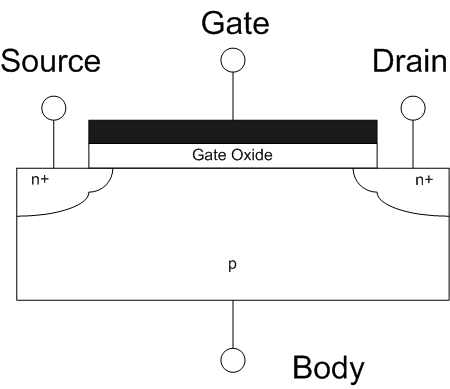
سطح مقطع یک ترانزیستور ماسفت کانال n که دی‌الکتریک اکسید گیت را نشان می‌دهد

- κ ثابت دی‌الکتریک نسبی ماده است (۳٫۹ برایسیلیسیم دی‌اکسید)
- ε0 ثابت گذردهی خلأ است
- t ضخامت عایق اکسید خازن است

### تأثیر خازن گیت بر جریان راه‌اندازی
جریان درین ID برای ماسفت را می‌توان (با استفاده از تقریب کانال تدریجی) به صورت زیر نوشت
{\displaystyle I_{D,{\text{Sat}}}={\frac {W}{L}}\mu \,C_{\text{inv}}{\frac {(V_{G}-V_{\text{th}})^{2}}{2}}}
که
- W عرض کانال ترانزیستور است
- L طول کانال است
- μ تحرک‌پذیری یا موبیلیتی حامل کانال است (در اینجا ثابت فرض می‌شود)
- Cinv تراکم خازنی است که با دی‌الکتریک گیت مرتبط است وقتی کانال زیرین در حالت معکوس قرار دارد
- VG ولتاژ اعمال شده به گیت ترانزیستور است
- Vth ولتاژ آستانهاست

جمله VG − Vth در دامنه‌ای با توجه به قابلیت اطمینان و درجه حرارت اتاق محدود، محدودشده است، از این رو یک VG بیش از حد بزرگ یک میدان الکتریکی نامطلوب و زیاد را در سراسر اکسید ایجاد می‌کند. بعلاوه، Vth به راحتی نمی‌تواند در زیر ۲۰۰ میلی ولت کاهش یابد، زیرا جریان نشتی ناشی از افزایش نشت اکسید (یعنی با فرض در دسترس نبودن دی الکتریک‌هایی با کاپای زیاد) و هدایت زیرآستانه، مصرف توان را در حالت آماده به کار به سطح غیرقابل قبولی می‌رساند. (به نقشه راه صنعت که آستانه ۲۰۰ میلی ولت را محدود می‌کند و روی و همکاران مراجعه کنید.) بنابراین، با توجه به این فهرست ساده عوامل، افزایش ID نیاز به کاهش طول کانال یا افزایش خازن دی‌الکتریک گیت دارد.

## مواد و ملاحظات
موادی که بسیار مورد توجه قرار گرفته‌اند عبارتند از سیلیکات هافنیوم، زیرکونیوم سیلیکان، اکسید هافنیم و دی‌اکسید زیرکونیوم که معمولاً با استفاده از رسوب لایه اتمی انباشته می‌شود.
پیش‌بینی می‌شود که حالت‌های نقص در دی‌الکتریک با کاپای زیاد می‌توانند بر خصوصیات الکتریکی آن تأثیر بگذارند. حالت‌های نقص را می‌توان به عنوان مثال با استفاده از جریان تحریک شده حرارتی با بایاس صفر، دما-صفر-گرادیان صفر با بایاس حرارتی تحریک‌شده با جریان طیف‌سنجی، یا طیف‌سنجی تونل‌زنی الکترونی ناکشسان (IETS) اندازه‌گیری کرد.

## استفاده در صنعت
این صنعت از دهه ۱۹۹۰ از دی الکتریک گیت اکسی نیترید استفاده کرده‌است، که در آن دی‌الکتریک اکسید سیلیکون که به‌طور متداول تشکیل می‌شود با مقدار کمی نیتروژن تزریق می‌شود. محتوای نیترید به‌طور نامحسوس ثابت دی‌الکتریک را افزایش می‌دهد و گویا مزایای دیگری، مانند مقاومت در برابر نفوذ آلایش از طریق دی الکتریک گیت نیز دارد.
در سال ۲۰۰۰، گوتیج سینگ سندو و ترانگ تی دون از مایکرون تکنالوجی شروع به ساخت لایه‌های نازک با کی زیاد توسط رسوب لایه اتمی برای قطعات حافظه DRAM کردند. این به پیاده‌سازی مقرون به صرفه حافظه نیم‌رسانا کمک می‌کند، شروع با گره ۹۰ نانومتری DRAM.
در اوایل سال ۲۰۰۷، اینتل از بکارگیری دی‌الکتریک‌های با کاپای زیاد بر پایه هافنیم در همپیوندی با گیت فلزی برای اجزای ساخته شده بر روی فناوری‌های ۴۵ نانومتری خبر داد و آن را در سری پردازنده‌های ۲۰۰۷ با اسم‌رمز پنرین ارسال کرد.

## برای مطالعهٔ بیشتر
- Review article by Wilk et al. in the Journal of Applied Physics
- Houssa, M. (Ed.) (2003) High-k Dielectrics Institute of Physics شابک ‎۰−۷۵۰۳−۰۹۰۶−۷ CRC Press Online
- Huff, H.R. , Gilmer, D.C. (Ed.) (2005) High Dielectric Constant Materials: VLSI MOSFET applications Springer شابک ‎۳−۵۴۰−۲۱۰۸۱−۴
- Demkov, A.A, Navrotsky, A. , (Ed.) (2005) Materials Fundamentals of Gate Dielectrics Springer شابک ‎۱−۴۰۲۰−۳۰۷۷−۰
- "High dielectric constant gate oxides for metal oxide Si transistors" Robertson, J. (Rep. Prog. Phys. 69 327-396 2006) Institute Physics Publishing doi:10.1088/0034-4885/69/2/R02 High dielectric constant gate oxides]
- Media coverage of March, 2007 Intel/IBM announcements BBC NEWS|Technology|Chips push through nano-barrier, NY Times Article (1/27/07)
- Gusev, E. P. (Ed.) (2006) "Defects in High-k Gate Dielectric Stacks: Nano-Electronic Semiconductor Devices", Springer شابک ‎۱−۴۰۲۰−۴۳۶۶-X